# Rotirajoča raketa
Rotirajoča raketa Roton je bil predlagana raketa za večkratno uporabo, ki bi dosegla  orbito v eni stopnji (SSTO). Namen je bil za 10x zmanjšati stroške izstrelitve v nizko zemeljsko orbito. Raketo je razvijalo podjetje Rotary Rocket Company, ki je leta 2001 bankrotiralo in tako se je razvoj končal. 
Raketa bi vzletela vertikalno, podobno kot konvencionalna raketa. Pri vzletu bi uporabljale nove rotirajoče motorje, ki bi delovali na kerozin in tekoči kisik.  Možna je bila uporaba aerospike šob na motorjih. Raketa bi lahko dostavila največ 3200 kg tovora v orbito. Roton bi lahko tudi prenašal tovor iz orbite na Zemljo. Pristal bi rotorji, podobno kot helikopter.

## Specifikacije (Roton C-9)
- - Višina: 63 ft (19,2 m)
  - Največji premer: 22 ft (6,7 m)
  - Dolžina tovornega prostora: 16.7 ft (5,1 m)
  - Premer tovornega prostora: 12 ft (3,7 m)

- Skupna  masa: 400000 lb (180000 kg)
- Tovor v NZO: 7000 lb (3180 kg)
- Potisk motorjev:  6950 lb (30860 N)
- Specifični impulz motorjev (vakuum): 340 sekund
- Število motorjev:  72